# Inderhavnsbroen
Inderhavnsbroen (eller Kyssebroen) er en 180 m lang gang- og cykelbro i Københavns Havn mellem Havnegade ved Nyhavn og Nordatlantens Brygge/Grønlandske Handels Plads (over Inderhavnen). Broen er delvist finansieret ved en gave fra A.P. Møller og Hustru Chastine Mc-Kinney Møllers Fond til almene Formaal. Den er tegnet af den engelske tegnestue Studio Bednarski. Broen er udformet som en rullebro, der kan åbnes, når større skibe skal gennem havnen.
Inderhavnsbroen gør det sammen med Trangravsbroen og Proviantbroen blandt andet lettere for fodgængere og cyklister at komme fra Havnegade ved Nyhavn til Operaen på Holmen.

## Historie
Inderhavnsbroens indvielse blev forsinket flere gange. Der var mange ingeniørfejl under byggeriet, og sammen med entreprenørfirmaet E. Pihl & Søns konkurs hævede dette prisen fra forventede 202 millioner til estimerede (2014) 305 millioner. Yderligere alvorlige fejl blev konstateret i november 2015, hvorefter Københavns Kommune meddelte, at den endelige åbning blev udsat på ubestemt tid, indtil et nyt boogiesystem er konstrueret, installeret og testet.
Broen blev åbnet den 7. juli 2016 af den daværende teknik- og miljøborgmester, Morten Kabell, og hans forgænger, direktør i Cyklistforbundet, Klaus Bondam.
Efter indvielsen viste det sig at den blå cykelsti på broen blev meget glat i vådt føre og flere cyklister væltede. Problemet var ikke nyt og havde tidligere voldt problemer andre steder.
Søndag den 31. juli 2016 havde broen problemer med at åbne sig, således at færgen til Hven ikke kunne sejle ud.
I 2017 modtog broen kritik for blandt andet sit usædvanlige cykelbanedesign, hvor cyklisterne ledes gennem flere helt skarpe 45-graders sving. De mange advarselsskilte, der var blevet sat op siden broens åbning, skulle desuden være et tegn på, at broen var dårligt designet fra start. Dog anerkendes det i kritikken, at broen grundlæggende formåede at danne bindeled mellem de to sider af Inderhavnen, da den havde 16.000 daglige passerende frem for de 3.000-7.000 daglige passerende, man forventede ved åbningen.
Flere fejl blev opdaget i 2022, med en forventet regning på 77 mio kr.

## Øgenavne
Broen kaldes også Kyssebroen fordi de to broklapper ligner tunger, når de mødes.
De mange byggefejl og nærheden til Pusher Street har givet broen øgenavnet Den Skæve Bro.